# Hot Spot (Photovoltaik)
Der Hot-Spot-Effekt (wörtlich übersetzt: Heißer-Fleck-Effekt) bezeichnet in der Photovoltaik die Überhitzung eines Bereichs eines Solarmoduls aufgrund ungleichen Lichteinfalls, der im Extremfall einen Brand verursachen kann.

## Ursache
Der Hot-Spot-Effekt tritt auf, wenn einzelne Solarzellen innerhalb der Reihenschaltung im Solarmodul im Schatten liegen.
Diese verschatteten Zellen können selbst keine elektrische Spannung erzeugen und wirken stattdessen wie ein elektrischer Widerstand, da sie im Sperrbereich ihrer Strom-Spannungs-Kennlinie betrieben werden. Die anderen in Reihe geschalteten Zellen erzeugen weiterhin eine elektrische Spannung. Übersteigt diese Spannung die Sperrspannung der verschatteten Zellen, so wird die Sperrspannung durchbrochen und es fließt der volle Strom. Die Spannung fällt dann wie an einem elektrischen Widerstand ab und wird in Wärme umgesetzt, die Zelle kann sich bis zur Zerstörung erhitzen.

## Gegenmaßnahmen
Um eine Verschattung zu vermeiden oder zu reduzieren, wird vor der Aufstellung eine Verschattungsanalyse durchgeführt.
Um den Hot-Spot-Effekt in der Solarzelle zu vermeiden, werden Freilaufdioden antiparallel zu einer bestimmten Anzahl der in Reihe geschalteten Solarzellen geschaltet. Im Extremfall wird jede einzelne Solarzelle mit einer separaten Freilaufdiode ausgestattet, was zu optimal verschattungsresistenten Solarmodulen führt.